# Le Girouard
Le Girouard är en kommun i departementet Vendée i regionen Pays de la Loire i västra Frankrike. Kommunen ligger i kantonen La Mothe-Achard som tillhör arrondissementet Les Sables-d'Olonne. År 2022 hade Le Girouard 1 144 invånare.

## Befolkningsutveckling
Antalet invånare i kommunen Le Girouard
| Referens: INSEE |